# SAMBA NIGHT
SAMBA NIGHT（サンバ ナイト）は、北原愛子の15枚目のシングル。

## 解説
- 前作から5ヶ月の間隔をあけて出されたシングル。
- 表題曲は、今作がorgans caféのキーボーディストである林良による作曲・編曲作品。
- 初回生産分のみ「LOVE CARD」か「PEACE CARD」のどちらかが入っている。
- 4枚目のアルバム『SHANTI』の先行シングル。

## 収録曲
1. SAMBA NIGHT
  - 作詞:北原愛子／作曲・編曲:林良
2. MY★WAY
  - 作詞:北原愛子／作曲:高田浩一／編曲:立山秋航
3. ありがとう
  - 作詞:北原愛子／作曲:中嶋康孝／編曲:スピカ
4. SAMBA NIGHT(Instrumental)

## タイアップ
- TBS系「むちゃぶり!」エンディングテーマ（2007年7月～9月）
- テレビ北海道「アイドル発掘TV～金のタマゴ～」エンディングテーマ（2007年11月・12月）

## 参加ミュージシャン
- SAMBA NIGHT
  - 林良(organs cafe):Keyboards
  - 有永浩二:Guitars
  - 車谷啓介(IN db):Conga
  - 岡崎雪:Chorus
  - 永井健:Chorus
- MY★WAY
  - 寺岡佑:Acoustic Guitar
  - 上杉雄一(Generation GAP):Saxophone
  - 岩井勇一郎(db):Chorus
  - Rie:Chorus
- ありがとう
  - 中嶋康孝(スピカ):Bass/Gut Guitar/Chorus
  - 浜崎裕司(スピカ):Electric Guitar(#3)
  - 中村潤(スピカ):Keyboards
  - 田中領(スピカ):Drums/Percussion